# Cal Vic (Mediona)
Cal Vic és una obra de Mediona (Alt Penedès) inclosa a l'Inventari del Patrimoni Arquitectònic de Catalunya, ubicada dins del nucli urbà de Sant Joan de Mediona. Es tracta d'una casa significativa per la composició de la seva façana, pels acabaments o per altres detalls a les finestres o portes: utilització de maó vist en formes esglaonades, etc.